# Октябрська Марія Василівна
Марія Василівна Гарагуля, у шлюбі Октябрська (16 вересня 1905 — 15 березня 1944) — українська танкістка, Герой Радянського Союзу (1944, посмертно). У роки німецько-радянської війни механік-водій танку 2-го танкового батальйону 26-ї гвардійської танкової бригади 2-го гвардійського танкового корпусу Західного фронту, гвардії сержант.

## Біографія
Марія Гарагуля народилась в Ближнє (Крим) у селянській родині. Українка. Жила у місті Джанкой, де закінчила 6 класів. Працювала на консервному заводі в Сімферополі, потім стала телефоністкою на міській телефонній станції.
У 1925 році одружилася з курсантом Іллеб Рядненком, подружжя взяло прізвище Октябрські. У зв'язку із зміною місця служби чоловіка переїжджала в різні населені пункти України, закінчила курси медичної допомоги і водіїв.
На початку війни евакуювалась в Томськ, де працювала на будівництві. Після загибелі на фронті чоловіка, комісара стрілецької дивізії І. Ф. Октябрського, звернулась до Наркома оборони з проханням на власні заощадження збудувати танк і на ньому знищувати німців.
У РСЧА з 1943 року. Закінчила курси механіків-водіїв танка.
В діючій армії з жовтня 1943 р. механік-водій танка «Боевая подруга», 26-ї гвардійської танкової бригади гвардії сержант, Октябрська в бою за с. Нове Село 20 жовтня 1943 року в числі перших увірвалась на позиції противника. Поранена, на підбитому танку три доби вона знаходилась під вогнем противника, а відремонтуавши поломку, повернулась у свій батальйон.
В бою в ніч на 18 січня 1944 року село Кринки знищила дві гармати.  В бою машина була підбита, Октябрська отримала тяжке поранення і 15 березня 1944 року померла від ран у фронтовому госпіталі в Смоленську.

## Пам'ять
Звання Герою Радянського Союзу присвоєно їй 2 серпня 1944 р. посмертно. Похована в Смоленську біля стіни Слави. У Котовську її ім'ям названо вулицю.